# Фаускрудсфьордюр
Фаускрудсфьордюр (исл. Fáskrúðsfjörður, исландское произношение: [ˈfauːˌskruðsˌfjœrðʏr̥]; ранее был известен как Будир исл. Búðir или Бударкёйптун исл. Búðakauptún) — селение на востоке Исландии в регионе Эйстюрланд.

## Характеристика
Фаускрудсфьордюр расположен на берегу Фаускрудс-фьорда в восточной части Исландии и является одним из самых восточных поселений на острове. Административно селение входит в состав общины Фьярдабиггд региона Эйстюрланд. 

## История
Торговая датская фактория, под названием Будир исл. Búðir или Бударкёйптун, была основана здесь в 1880 году купцом Фредериком Ватне. Вскоре вокруг его фактории начало формироваться небольшое поселение. В 1888 году Ватне продал свою Карлу Тулиниусу, у которого уже была фактория в Эскифьордюре.
С 1900 и до 1935 года поселение служило центром французского рыболовецкого флота на Восточных фьордах. Здесь существовала французская рыболовецкая колония, где жили рыбаки преимущественно из Бретани и Пикардии, размещался французский консул, имелся французский госпиталь и часовня с кладбищем на берегу неподалёку от селения. Об этом времени напоминает построенный французами госпиталь и кладбище, а также музей и дорожные обозначения на двух языках — исландском и французском.
Начиная с конца 1970-х в селении постоянно снижалось число жителей. Ситуация немного улучшилась после того, как 9 сентября 2005 года было завершено строительство туннеля Фаускрудсфьярдаргёйнг под горным плато Брейдалсхейди между Рейдарфьордюром и Фаускрудсфьордюром. Несмотря на небольшую высоту, дорога через Брейдалсхейди имела резкие повороты, крутые подъемы и спуски, а также ограниченную пропускную способность в зимний период из-за снегопадов, что затрудняло автомобильное сообщение с Фаускрудсфьордюром. Постройка туннеля не только сократила путь между населенными пунктами на 34 км, но и значительно улучшила транспортную доступность Фаускрудсфьордюра. Строительство алюминиевого завода в соседнем Рейдарфьордюре привело к появлению рабочих мест и значительному прекращению оттока трудоспособного населения из обоих поселений в столицу в столицу.

## Население
Численность населения Фаускрудсфьордюра составляет 695 человек (на 1 января 2021 года).
Источник: Mannfjöldi eftir byggðakjörnum, kyni og aldri 1. janúar 2001-2021 (исл.). hagstofa.is. Reykjavík: Hagstofa Íslands [Статистическая служба Исландии]. Дата обращения: 23 ноября 2021.

## Города-побратимы
- город Гравлин в департаменте Нор, округе Дюнкерк (France)

## Галерея

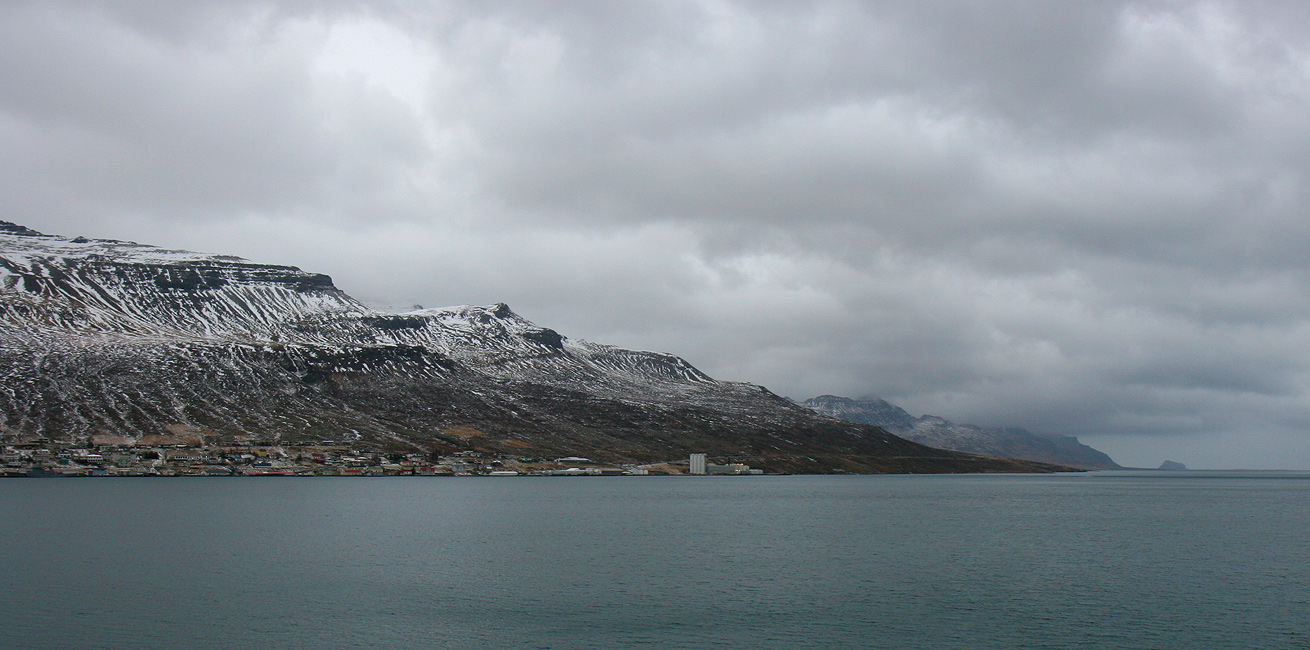
Вид на Фаускрудсфьордюр с востока
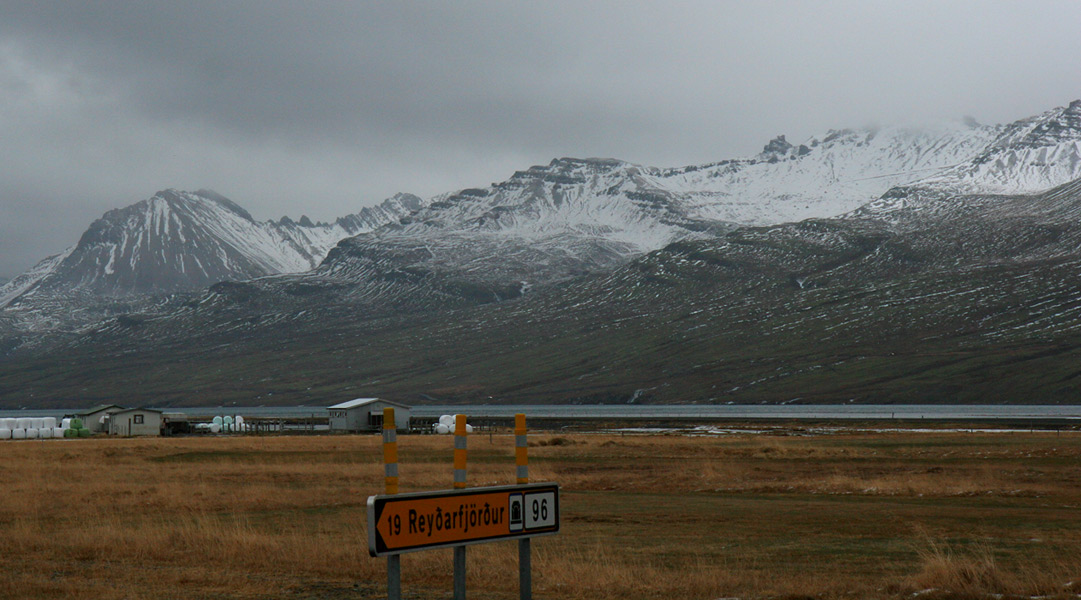
Обзорный вид на селение
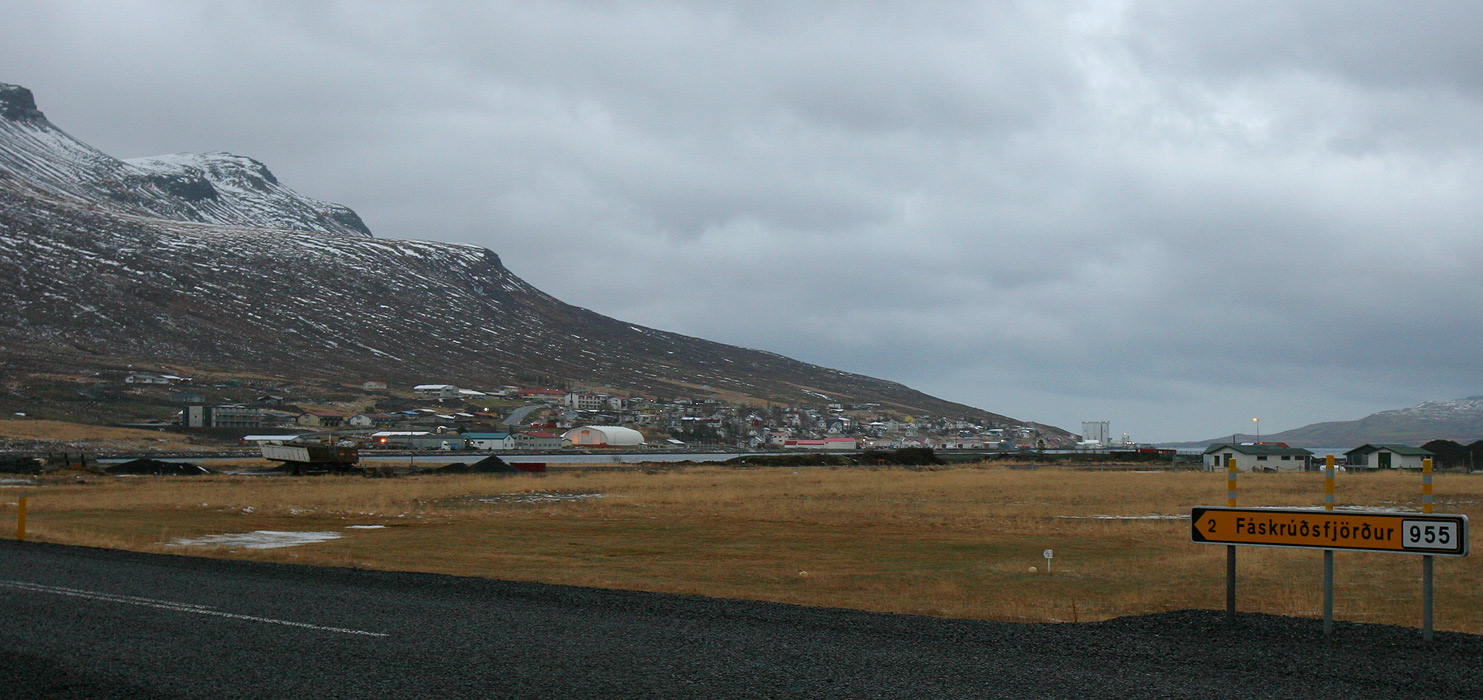
Вид на Фаускрудсфьордюр с востока
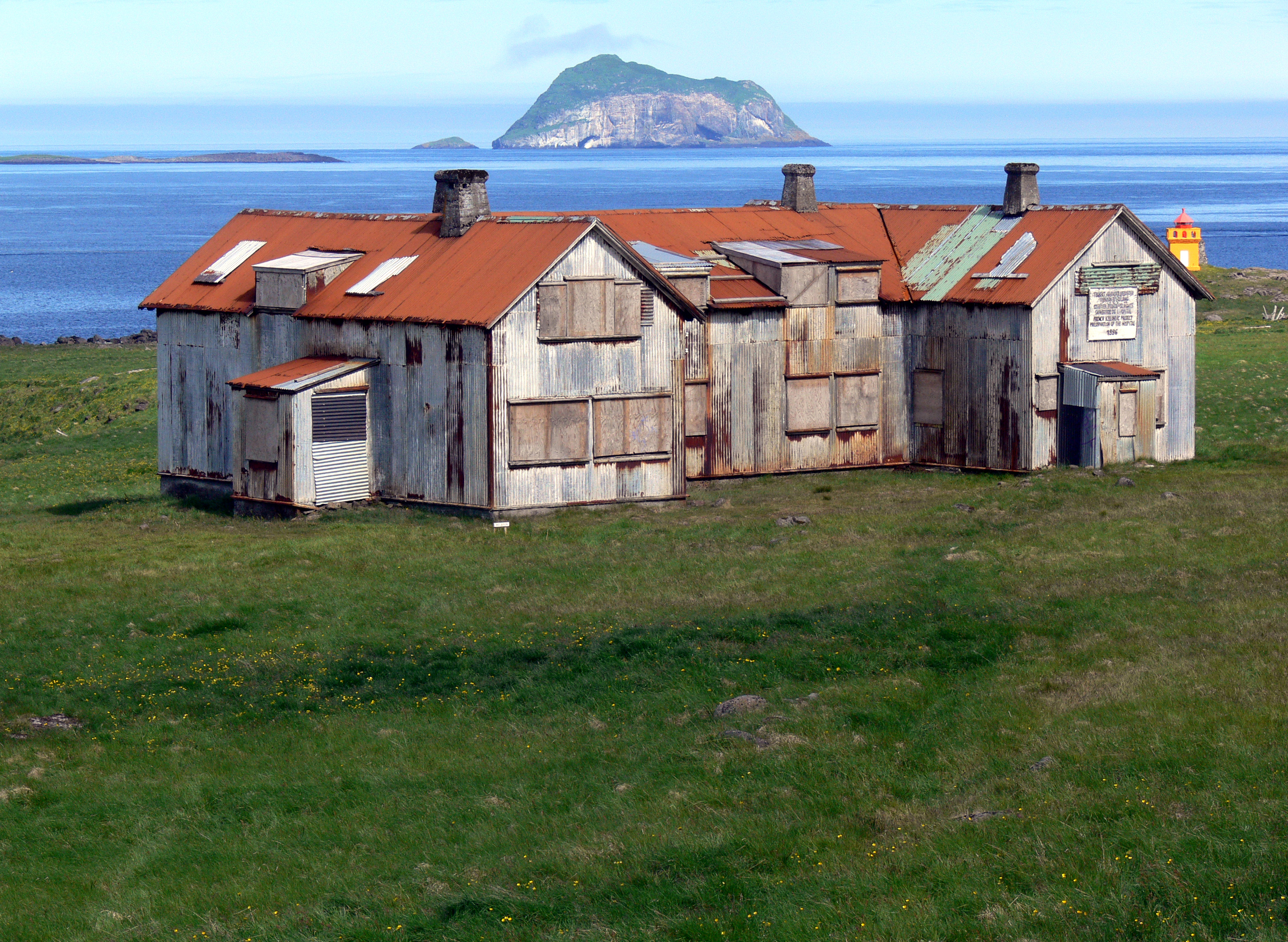
Старый госпиталь

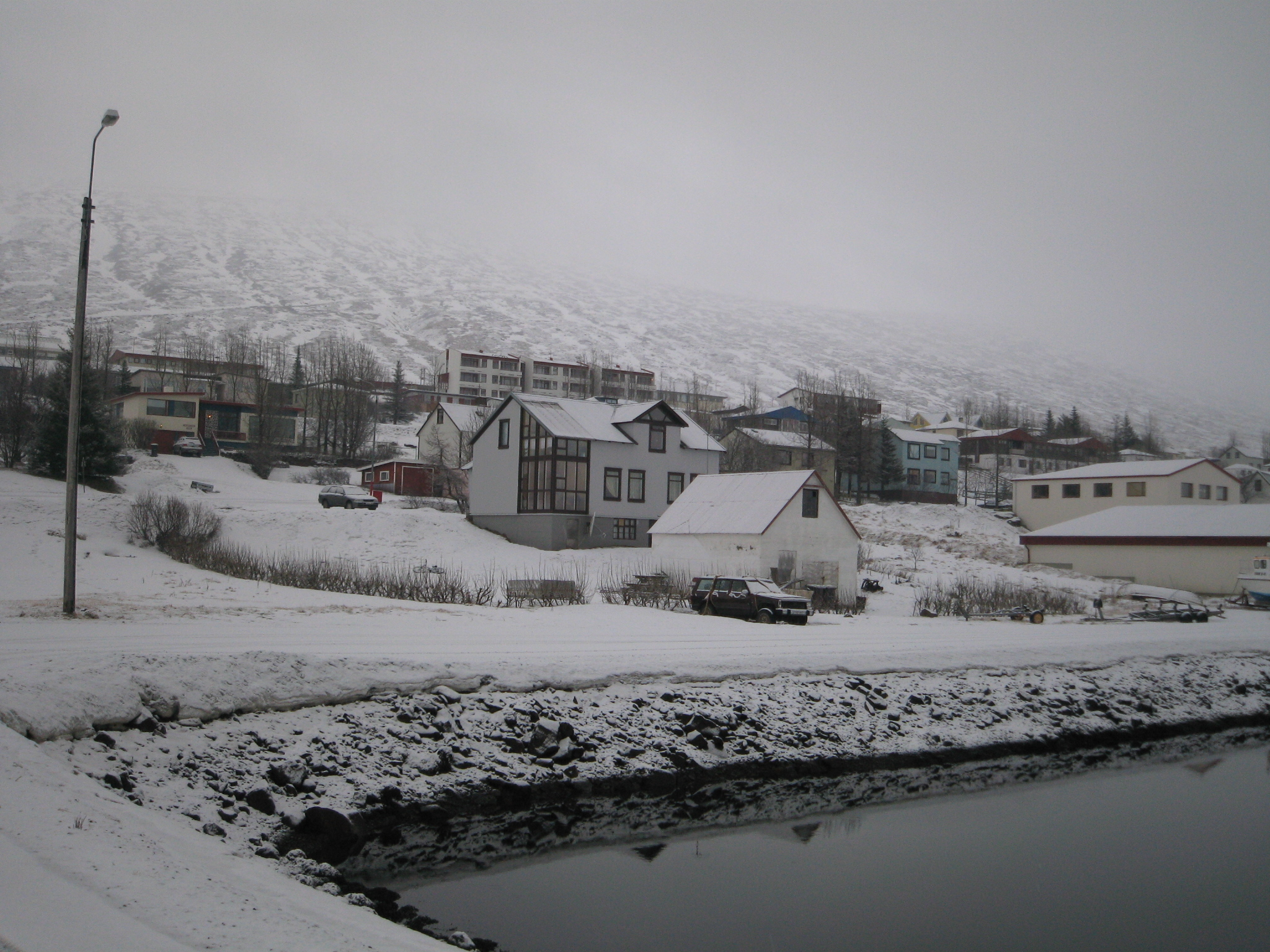
Зима в Фаускрудсфьордюре
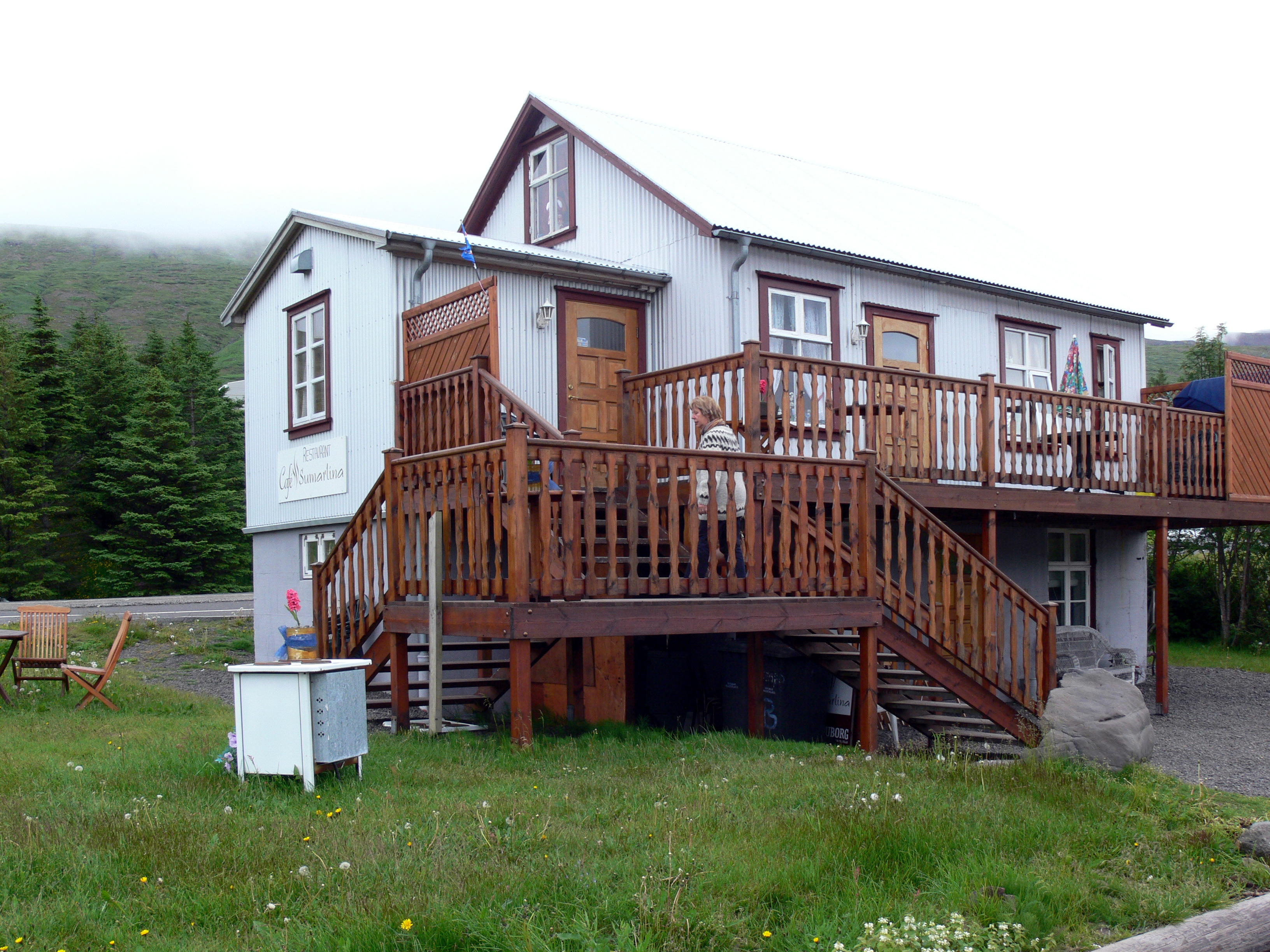
Кафе Сюмарлина
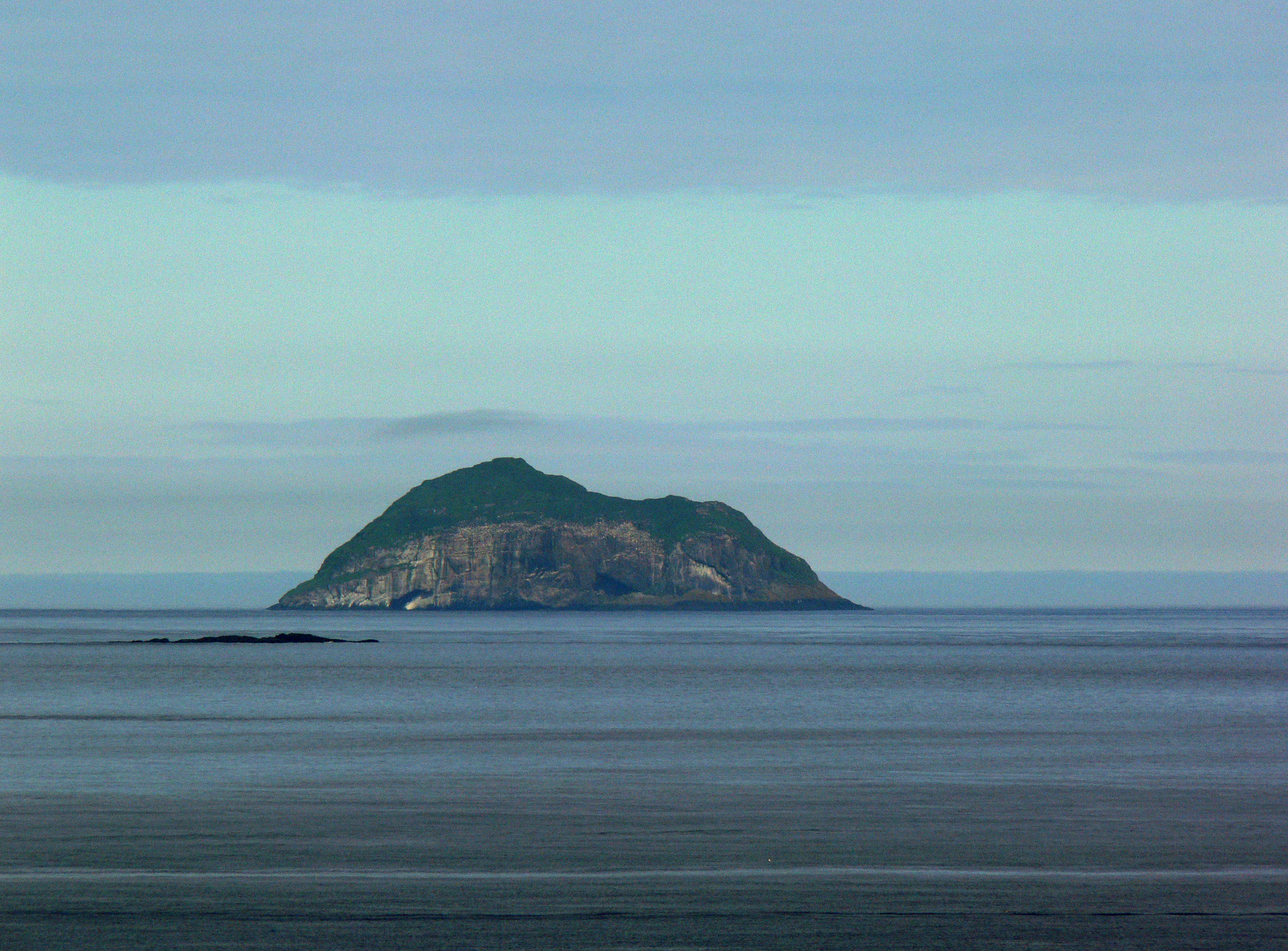
Скала Скрудюр в море напротив селения
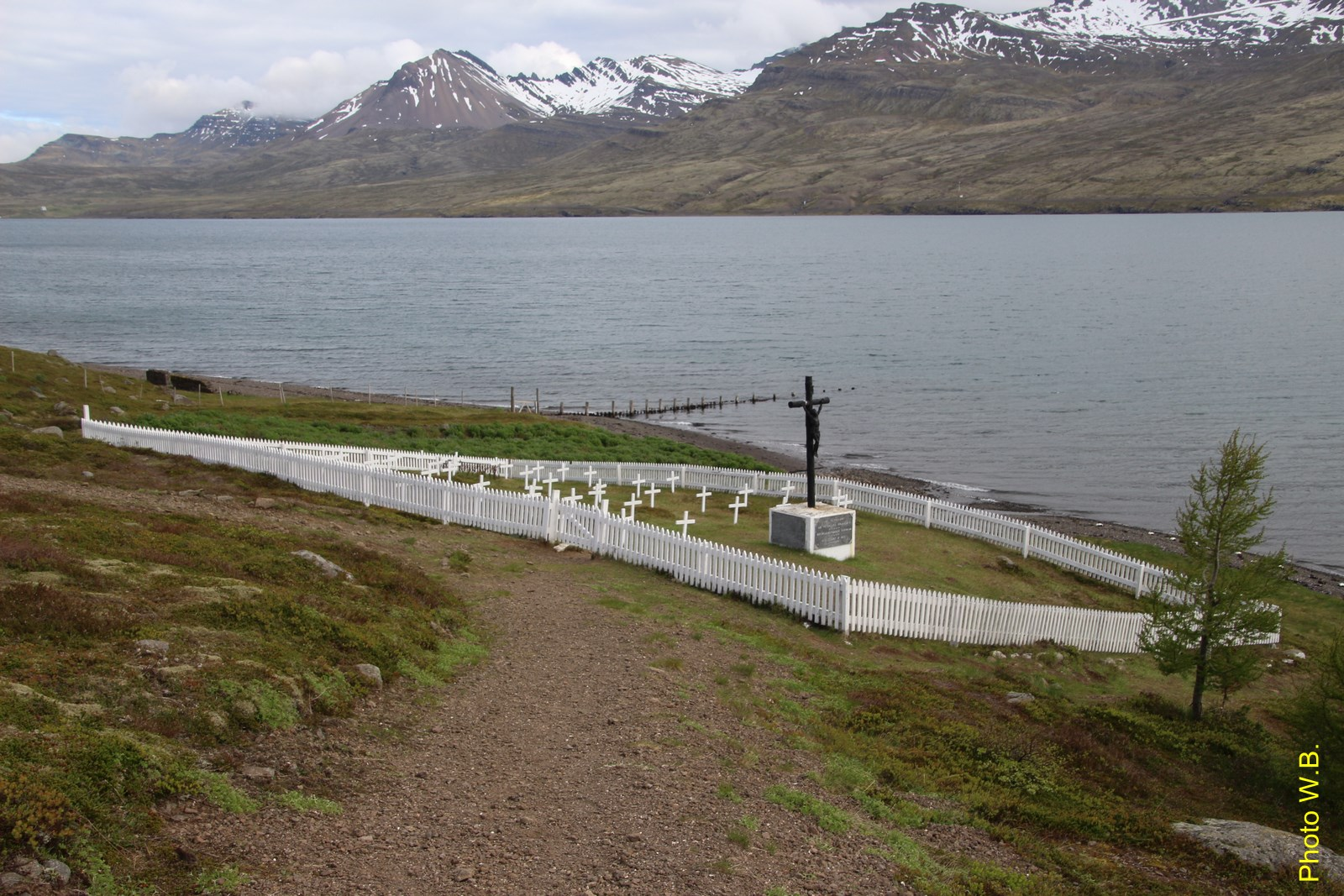
Французское кладбище